# Ozodes infuscatus
Ozodes infuscatus là một loài bọ cánh cứng trong họ Cerambycidae.